# Jack Hall (cầu thủ bóng đá, sinh năm 1905)
John Hall (sinh tháng 1 năm 1905) là một cầu thủ bóng đá người Anh thi đấu ở vị trí outside right ở The Football League vào thập niên 1920. Ông thi đấu một trận ở giải vô địch cho Lincoln City in 1923–24 trước khi chuyển đến Accrington Stanley, nơi ông có 5 lần ra sân và ghi 1 bàn. Vào tháng 5 năm 1925, ông được chuyển đến Manchester United, ra mắt vào ngày 6 tháng 2 năm 1926 trước Burnley. Ông có 3 lần ra sân cho United trong thời gian ở câu lạc bộ.